# Księgarnia

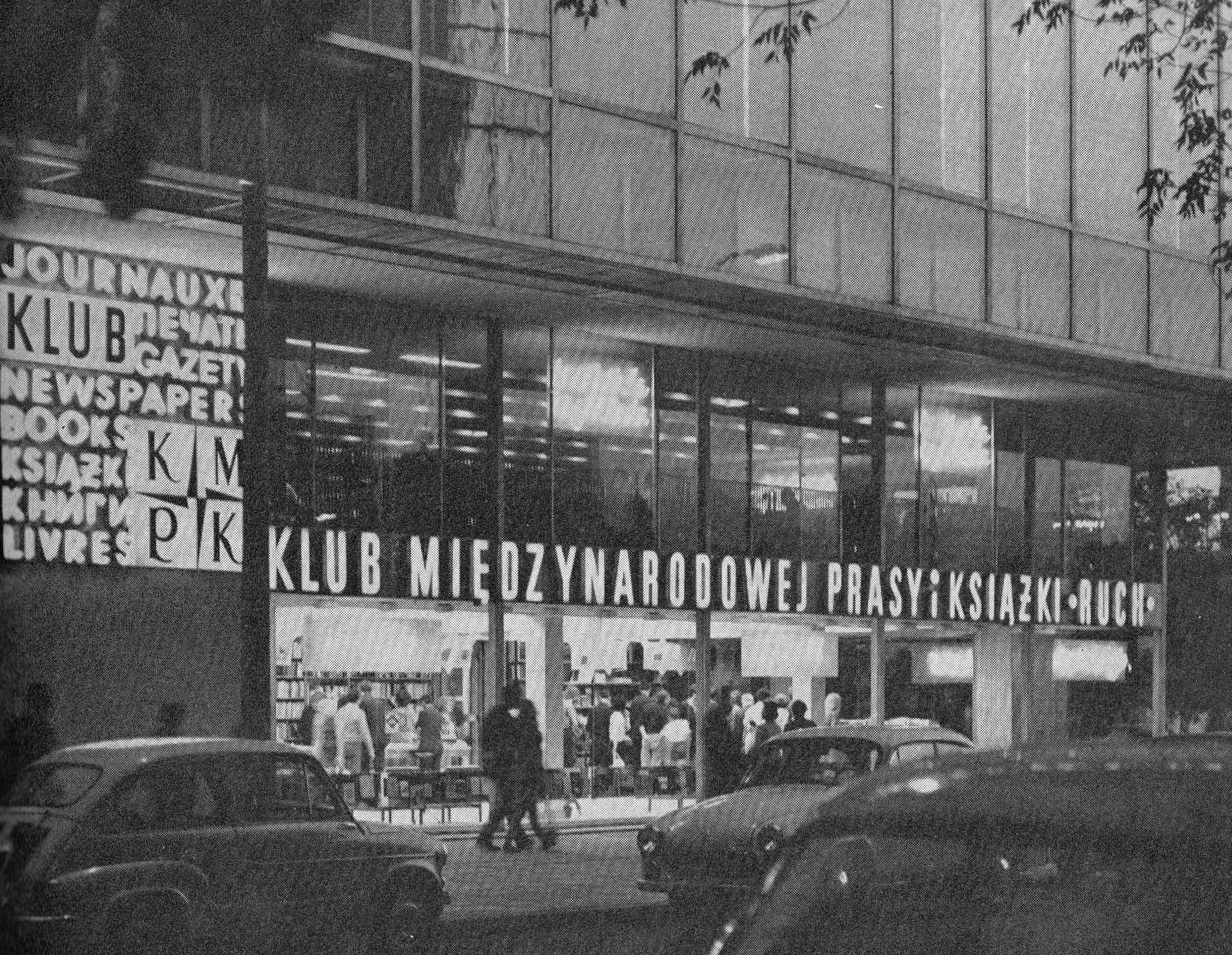
Klub Międzynarodowej Prasy i Książki w Warszawie (1975)

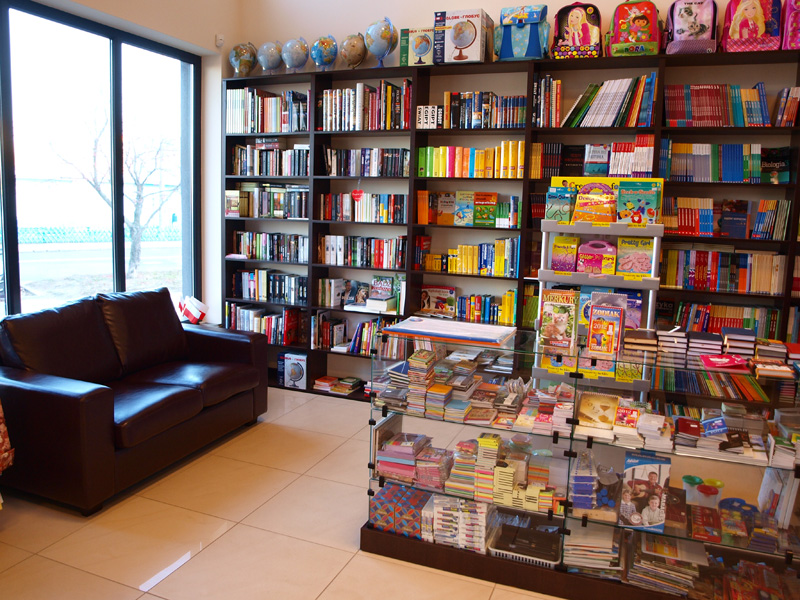
Księgarnia Gdańscy we Włocławku

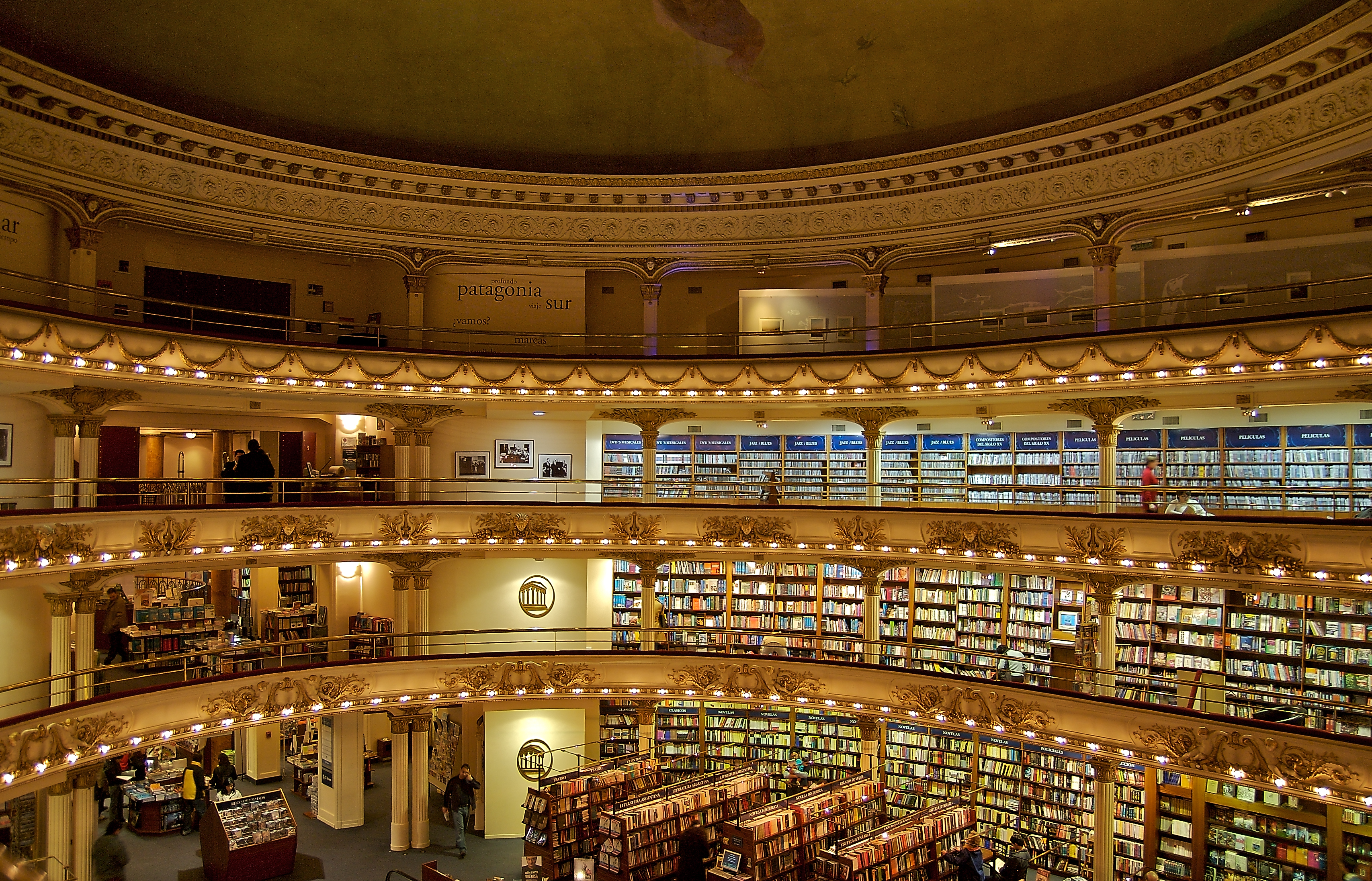
Księgarnia w Buenos Aires, Argentyna

Księgarnia – przedsiębiorstwo handlowe zajmujące się detaliczną, a czasami hurtową sprzedażą książek, a także innych wydawnictw i artykułów pokrewnych takich jak czasopisma, mapy, czy przewodniki. A także jednostka operatywno-wykonawcza wchodząca w skład przedsiębiorstwa księgarskiego, będąca stałym punktem detalicznej sprzedaży książek i innych wydawnictw, dysponująca lokalem wyposażonym w odpowiednia urządzenia służące do ekspozycji i sprzedaży.
Rodzaje księgarń:
1. ogólnoasortymentowe, prowadzące sprzedaż książek z bieżącej produkcji wydawniczej.
2. specjalistyczne, zajmujące się sprzedażą książek określonego rodzaju lub tematyki względnie stosując niektóre formy sprzedaży.

Księgarnie specjalistyczne dzieli się ze względu na:
- - według rodzaju asortymentu: księgarnie muzyczne, wydawnictw artystyczno-graficznych, naukowe antykwariaty.
  - według tematyki asortymentu: księgarnie społeczno-polityczne, techniczne, rolnicze, medyczne, prawno-ekonomiczne;
  - według form sprzedaży: księgarnie kolporterskie, wysyłkowe, internetowe

Księgarnia nakładowa to księgarnia zajmująca się rozprowadzaniem książek wydanych własnym nakładem.